# 安東尼夫 (喬爾特基夫區)
安東尼夫（烏克蘭語：Антонів）是烏克蘭的村落，位於該國西部捷爾諾波爾州，由喬爾特基夫區負責管轄，始建於1939年，面積1.68平方公里，海拔高度311米，2014年人口345，人口密度每平方公里241.7人。